# Microdebilissa infirma
Microdebilissa infirma là một loài bọ cánh cứng trong họ Cerambycidae.